# José Leonardo Cáceres
José Leonardo Cáceres Ovelar (Fernando de la Mora, 28 aprile 1985) è un calciatore paraguaiano, difensore dell'Cerro Porteño.

## Carriera

### Club
Durante la sua carriera ha giocato con numerose squadre di club.